# Babaghuq
Babaghuq era el título de un jefe electo relacionado con el gobierno de un pueblo jázaro, ya en el lugar o en conjunto con un tudun o gobernador.  
Son recordados por inmiscuirse en asuntos políticos en ciudades como Quersoneso y Tmutarakáñ.